# Acid floroglucinic
Acidul floroglucinic sau floroglucincarboxilic este un compus organic, fiind un acid fenolic de tip acid trihidroxibenzoic. Este izomer cu acidul galic. Sărurile și esterii săi se numesc floroglucinați (de potasiu, de metil).